# Ignacio Muniategui
Ignacio Luis Muniategui (26 de marzo de 1944 - 26 de junio de 2008) fue un político argentino perteneciente a la Unión Cívica Radical. Fue el primer intendente de Brandsen después de la última dictadura militar, cumpliendo su mandato entre 1983 y 1987.

## Biografía y vida personal
Ignacio Luis Muniategui, era hijo de Ignacio Muniategui, inmigrante español de origen vasco, y de Elena Luisa Casarone. Durante su infancia, y habiendo fallecido su padre, vivió junto a su madre y a su hermana Delia en la localidad de Jeppener. Cursó sus estudios secundarios en la Escuela Secundaria N.º 1 de Brandsen, donde obtuvo el título de Perito Mercantil.
En 1978 contrajó matrimonio con María Noemí Ardaiz, oriunda de Altamirano. Tuvieron tres hijos: Mariano Esteban, Adriana Gabriela, e Ignacio Edgar. Durante sus primeros años de matrimonio vivieron en Jeppener hasta que, finalizado su mandato como intendente, se radicaron en la ciudad de Brandsen.
También fue miembro del Rotary Club de Brandsen, habiendo sido presidente de Interact durante su juventud. En agosto de 2018, al cumplirse 10 años de su fallecimiento, el Concejo Deliberante de Brandsen, mediante la ordenanza Nº 1962/18, resolvió imponer el nombre de "Intendente Luis Muniategui" al centro cívico de dicho partido, ubicado en la intersección de las avenidas Mitre y Sáenz Peña, en homenaje a su trayectoria pública y a sus aportes para la consolidación de la democracia.

## Carrera política
Militó en la Unión Cívica Radical, de la que emergió como referente local en los años 60 y 70, llegando a ser presidente del Comité Radical de Brandsen. El 11 de marzo de 1973 fue elegido concejal de Brandsen por el radicalismo, en las mismas elecciones que consagraron a Héctor Cámpora como presidente de la Nación y a Oscar Bidegain como gobernador de la Provincia de Buenos Aires, viendo interrumpido su mandato durante el golpe de Estado del 24 de marzo de 1976.
Siendo uno de los fundadores del Movimiento de Renovación y Cambio en el orden local, con el retorno de la democracia en 1983, fue electo intendente del Partido de Brandsen para el período 1983-1987.
En 1995 fue designado como Secretario de Gobierno y Hacienda del municipio de Brandsen por el entonces intendente Carlos Alberto García y, en 1997, fue electo como concejal para un segundo mandato. Por último, al final de su carrera política fue delegado municipal de Jeppener, función que cumplió ad honorem.